# Kinixys homeana
Kinixys homeana е вид костенурка от семейство Сухоземни костенурки (Testudinidae). Видът е уязвим и сериозно застрашен от изчезване.

## Разпространение и местообитание
Разпространен е в Бенин, Габон, Гана, Демократична република Конго, Екваториална Гвинея (Биоко), Камерун, Кот д'Ивоар, Либерия и Нигерия.
Обитава гористи местности, влажни места, национални паркове, планини, възвишения, хълмове, крайбрежия, плажове, плантации, блата, мочурища и тресавища в райони с тропически и субтропичен климат.

## Описание
Популацията на вида е намаляваща.